# Померли в січні 2015
|  | Службовий список статей, створений для координації робіт з розвитку теми. Це попередження не встановлюється на інформаційні списки і глосарії. |

Це список значимих людей, що померли 2015 року, упорядкований за датою смерті. Під кожною датою перелік в алфавітному порядку за прізвищем або псевдонімом.
Смерті значимих тварин та інших біологічних форм життя також зазначаються тут.
Типовий запис містить інформацію в такій послідовності:
- Ім'я, вік, країна громадянства і рід занять (причина значимості), встановлена причина смерті і посилання.

### 31 січня
- Ріхард фон Вайцзеккер, 94, німецький політик і державний діяч, член партії Християнсько-демократичний союз, федеральний президент Німеччини в 1984–1994 роках.
- Удо Латтек, 80, німецький футбольний тренер. [Архівовано 25 вересня 2015 у Wayback Machine.]

### 30 січня
- Желю Желев, 79, болгарський філософ і політик, перший обраний демократичним шляхом Президент Республіки Болгарії.
- Джеральдін Мак-Еван, 82, британська акторка («Міс Марпл Агати Крісті», «Сестри Магдалини»).
- Франсеск Торрес Монсо, 92, іспанський скульптор.

### 29 січня
- Колєснік Олексій Миколайович, 65, український політик, голова Харківської обласної ради (2002–2004), Народний депутат України І скликання; покінчив життя самогубством.
- Коряк Василь Мусійович, 73, поет-гуморист, сатирик, педагог, член Національної спілки письменників України.
- Колін Маккалоу, 77, австралійська письменниця, відома як автор роману «Ті, що співають у терні».
- Подуст Михайло Олександрович, 93, полковник Радянської армії, ветеран Другої Світової війни, письменник, публіцист, педагог.
- Шпортько Віктор Михайлович, 70, український співак, народний артист України, лауреат і переможець міжнародних конкурсів.

### 28 січня
- Ів Шовен, 84, французький хімік, лауреат Нобелівської премії з хімії 2005 року.

### 27 січня
- Вілфрід Агбонавбаре, 48, нігерійський футбольний воротар, володар Кубка африканських націй 1994.
- Чарлз Хард Таунс, 99, американський фізик, лауреат Нобелівської премії з фізики (1964).

### 26 січня
- Гага В'ячеслав Олегович, 23, солдат Збройних сил України, учасник війни на сході України.
- Умар Сілла, 26, сенегальський футболіст з французьким паспортом, півзахисник люксембурзького клубу «Ф91 Дюделанж».
- Сергієнко Микола Іванович, 57, український залізничник, екс-начальник Придніпровської та Донецької залізниць, екс-перший заступник керівника Укрзалізниці. Самогубство.
- Генк Блумерс, 69, колишній нідерландський футболіст, захисник.

### 25 січня
- Деміс Русос, 68, грецький вокаліст, гітарист. [Архівовано 28 січня 2015 у Wayback Machine.]

### 24 січня
- Лінк Байфілд, 63, канадський журналіст, письменник і політик консервативного спрямування.
- Толлер Кренстон, 65, канадський фігурист, що виступав в одиночному чоловічому катанні, олімпійський медаліст (1976).
- Отто Каріус, 92, німецький танкіст-ас Другої Світової Війни.

### 23 січня
- Абдалла ібн Абдель Азіз ас-Сауд, 90, король Саудівської Аравії і служитель двох святинь (з 2005).
- Головацький Іван Дмитрович, 88, доктор біологічних наук, професор, академік АН ВШ України.  [Архівовано 17 квітня 2015 у Wayback Machine.]

### 22 січня
- Венделл Форд, 90, американський політик, губернатор штату Кентуккі з 1971 по 1974.
- Щербина Артем Григорович, 33—34, сержант Збройних сил України, загинув у бою зі незаконними збройними формуваннями в зоні АТО.

### 21 січня
- Леон Бріттан, 75, британський юрист і політик, член Консервативної партії; віце-президент Єврокомісії (1999).
- Брюханов Микола Григорович, 90, голова виконкому Миколаївської міської ради з 1966 до 1974 р.р., почесний громадянин Миколаєва.

### 20 січня
- Воронцова Маргарита Олексіївна, 91, радянська та українська лікар, педіатр Сімферопольської дитячої лікарні, Герой Соціалістичної Праці (1969).

### 19 січня
- Горностаєва Віра Василівна, 85, радянська та російська піаністка, педагог, музично-громадський діяч, публіцист, професор та завідувачка кафедрою спеціального фортепіано Московської консерваторії, Народна артистка РРФСР (1988).
- Кесарєв Володимир Петрович, 84, радянський футболіст, що грав на позиції захисника; футбольний тренер.

### 18 січня
- Альберто Нісман, 51, аргентинський прокурор. [Архівовано 30 січня 2015 у Wayback Machine.] [Архівовано 30 січня 2015 у Wayback Machine.]

### 17 січня
- Оріга (Ольга Яковлєва)рос., 44, співачка російського походження.[недоступне посилання]
- Грег Плітт, 37, американський актор та фітнес-модель.
- Сухіашвілі Тамаз, 35, грузинський військовий, військовослужбовець 93-ї окремої механізованої бригади (Україна); загинув в ході війни на сході України.
- Татаров Олексій Валентинович, 74, український художник, бард.

### 16 січня
- Олефіренко Юрій Борисович, 49, радянський та український військовик, капітан I рангу Збройних сил України, командир 73-го морського центру спеціального призначення Військово-морських сил ЗС України (2014–2015); загинув під час проведення антитерористичної операції на сході України.
- Черницький Юрій Михайловичрос.[ru], 71, радянський та російський актор театру і кіно, Народний артист Росії (2011).

### 15 січня
- Кононенко Данило Андрійович, 73, український поет, перекладач, публіцист.
- Маркова Римма Василівна, 89, російська актриса, народна артистка Росії (1994).
- Родченко Валерій Олександрович, 76, радянський та російський кінорежисер, сценарист, актор.

### 14 січня
- Отін Євген Степанович, 82, український мовознавець, доктор філологічних наук із 1975, професор, заслужений діяч науки і техніки України (1992).

### 12 січня
- Образцова Олена Василівна, 75, російська оперна співачка.[недоступне посилання з липня 2019]

### 11 січня
- Аніта Екберґ, 73, шведська фотомодель, актриса і секс-символ.

### 10 січня
- Джемілєв Іса Арифович, 55, кримськотатарський лікар-уролог, кандидат медичних наук. Делегат Курултаю кримськотатарського народу.
- Жуніор Маланда, 20, бельгійський футболіст, півзахисник німецького «Вольфсбурга» та молодіжної збірної Бельгії.
- Франческо Розі, 92, італійський кінорежисер.
- Цигуров Денис Геннадійович, 43, радянський та російський хокеїст, захисник. Майстер спорту міжнародного класу.

### 9 січня
- Анджело Анкіллетті, 71, італійський футболіст, чемпіон Європи 1968 року.
- Юзеф Олекси, 68, Прем'єр-міністр Польщі (1995–1996).
- Щербина Володимир Анатолійович, 65, український журналіст, Заслужений журналіст України (2007).

### 8 січня
- Едмунд Балука, 81, демократичний соціаліст, дисидент часів ПНР[1].
- Річард Мід, 76, британський вершник, триразовий олімпійський чемпіон (1968, 1972).

### 7 січня
- Жорж Волинський, 80, французький художник-карикатурист; вбивство.
- Жан Кабу (на прізвисько Кабу), 76, французький художник-карикатурист; вбивство.
- Тадеуш Конвіцький, 88, польський письменник, кіносценарист і кінорежисер.
- Арч А. Мур, 91, американський політик-республіканець, губернатор Західної Вірджинії з 1969 по 1977 і з 1985 по 1989.
- Філіп Оноре (на прізвисько Оноре), 73, французький художник-карикатурист; вбивство.
- Стефан Шарбоньє (на прізвисько Шарб), 47, французький карикатурист, головний редактор щотижневика «Charlie Hebdo»; вбивство. [Архівовано 9 січня 2015 у Wayback Machine.]

### 6 січня
- Властіміл Бубник, 83, чехословацький хокеїст та футболіст.
- Джордж Маккі, 91, американський військовий діяч, генерал-лейтенант ПС США[2].
- Міхал Хернік, 39, польський підприємець та мотогонщик, загинув під час Ралі Дакар.

### 4 січня
- Піно Даніеле, 59, італійський музикант, один з найвідоміших італійських кантауторе.

### 3 січня
- Едвард Брук, 95, американський політик-республіканець. Перший афроамериканець, обраний до Сенату США.

### 1 січня
- Бачурін Євген Володимирович, 80, радянський та російський поет, бард, художник.
- Бєднов Олександр Олександрович, 45, український сепаратист, начальник штабу 4-го батальйону армії ЛНР, екс-виконувач обов'язків Міністра оборони Луганської народної республіки (серпень 2014); вбивство.
- Ульріх Бек, 70, дослідник-суспільствознавець німецького походження.
- Маріо Куомо, 82, американський політик, 56-й губернатор штату Нью-Йорк (1983–1994).
- Смогул Олександр Володимирович, 68, російський бард.
- Стеріл Остін, 94, американський бригадний генерал ПС США[3].